# Bakhtiar Rahmani
Bakhtiar Rahmani Palani (Sarpol-e Zahab, 23 september 1991) is een Iraans voormalig voetballer die doorgaans speelde als middenvelder. Tussen 2007 en 2024 was hij actief voor Foolad, Tractor Sazi, Esteghlal, opnieuw Foolad, Paykan, Zob Ahan, Sepahan, Al-Shamal, Sanat Naft Abadan, Səbail FK, Dalkurd en Duhok. Rahmani maakte in 2013 zijn debuut in het Iraans voetbalelftal en kwam uiteindelijk tot vier interlandoptredens.

## Clubcarrière
Tot 2007 was Rahmani actief in de jeugdopleiding van Foolad en hij werd in 2007 doorgeschoven naar het eerste elftal van de club, toen hij debuteerde bij de club. In zijn eerste seizoen bereikte de club promotie naar de Iran Pro League. Tussen de zomer van 2010 en die van 2013 miste Rahmani, die inmiddels de aanvoerdersband toebedeeld had gekregen, geen enkele competitiewedstrijd van Foolad. In de zomer van 2013 stond de middenvelder onder interesse van een onbekende club uit de Bundesliga, maar hij bleef toch. Aan het einde van het seizoen kroonde Rahmani zich met Foolad tot landskampioen van Iran. In het seizoen 2015/16 stond de middenvelder onder contract bij Tractor Sazi. In de zomer van 2016 verkaste Rahmani weer; hij zette zijn handtekening onder een tweejarige verbintenis bij Esteghlal. Na een halfjaar verkaste hij naar zijn oude club Foolad en weer een halfjaar later werd Paykan zijn nieuwe club. Voor de derde en vierde maal achtereen maakte Rahmani maar een halfjaar vol nadat hij eerst naar Zob Ahan trok en in juli 2018 naar Sepahan. Een jaar daarna ging Rahmani voor het eerst in het buitenland spelen, voor Al-Shamal. Hij keerde echter al snel terug naar Iran bij Sanat Naft Abadan. Via Səbail FK kwam hij in januari 2021 terecht bij Dalkurd. Deze club verhuurde hem een jaar later voor drie maanden aan Duhok. In januari 2024 besloot Rahmani op tweeëndertigjarige leeftijd een punt te zetten achter zijn actieve loopbaan.

## Clubstatistieken
| Seizoen | Club              | Competitie      | Competitie | Competitie | Beker | Beker | Internationaal | Internationaal | Totaal | Totaal |
| Seizoen | Club              | Competitie      | Wed.       | Dlp.       | Wed.  | Dlp.  | Wed.           | Dlp.           | Wed.   | Dlp.   |
| ------- | ----------------- | --------------- | ---------- | ---------- | ----- | ----- | -------------- | -------------- | ------ | ------ |
| 2007/08 | Foolad            | Azadegan League | 19         | 3          | 2     | 0     | 0              | 0              | 21     | 3      |
| 2008/09 | Foolad            | Iran Pro League | 14         | 1          | 2     | 0     | 0              | 0              | 16     | 1      |
| 2009/10 | Foolad            | Iran Pro League | 24         | 3          | 1     | 0     | 0              | 0              | 25     | 3      |
| 2010/11 | Foolad            | Iran Pro League | 30         | 4          | 2     | 0     | 0              | 0              | 32     | 4      |
| 2011/12 | Foolad            | Iran Pro League | 30         | 4          | 2     | 0     | 0              | 0              | 32     | 4      |
| 2012/13 | Foolad            | Iran Pro League | 30         | 5          | 1     | 0     | 0              | 0              | 31     | 5      |
| 2013/14 | Foolad            | Iran Pro League | 28         | 5          | 2     | 0     | 7              | 2              | 37     | 7      |
| 2014/15 | Foolad            | Iran Pro League | 0          | 0          | 0     | 0     | 0              | 0              | 0      | 0      |
| 2015/16 | Tractor Sazi      | Iran Pro League | 28         | 5          | 0     | 0     | 7              | 3              | 35     | 8      |
| 2016/17 | Esteghlal         | Iran Pro League | 13         | 0          | 0     | 0     | 0              | 0              | 13     | 0      |
| 2016/17 | Foolad            | Iran Pro League | 13         | 2          | 0     | 0     | 0              | 0              | 13     | 2      |
| 2017/18 | Paykan            | Iran Pro League | 13         | 1          | 0     | 0     | —              | —              | 13     | 1      |
| 2017/18 | Zob Ahan          | Iran Pro League | 13         | 1          | 0     | 0     | 9              | 0              | 22     | 1      |
| 2018/19 | Sepahan           | Iran Pro League | 11         | 0          | 0     | 0     | 0              | 0              | 11     | 0      |
| 2019/20 | Al-Shamal         | Qatargas League | ?          | ?          | ?     | ?     | —              | —              | ?      | ?      |
| 2019/20 | Sanat Naft Abadan | Iran Pro League | 9          | 0          | 0     | 0     | —              | —              | 9      | 0      |
| 2020/21 | Səbail FK         | Premyer Liqası  | 3          | 0          | 0     | 0     | —              | —              | 3      | 0      |
| 2021    | Dalkurd           | Ettan           | 18         | 5          | 1     | 0     | —              | —              | 19     | 5      |
| 2021/22 | → Duhok           | Superliga       | ?          | ?          | ?     | ?     | —              | —              | ?      | ?      |
| 2022    | Dalkurd           | Superettan      | 15         | 1          | 0     | 0     | —              | —              | 15     | 1      |
| 2023    | Dalkurd           | Ettan           | 5          | 1          | 0     | 0     | —              | —              | 5      | 1      |
| Totaal  | Totaal            | Totaal          | 316        | 41         | 13    | 0     | 23             | 5              | 352    | 46     |

## Interlandcarrière
Rahmani maakte zijn debuut in het Iraans voetbalelftal op 22 mei 2013. Op die dag werd een vriendschappelijke wedstrijd tegen Oman met 3–1 gewonnen. De middenvelder mocht van bondscoach Carlos Queiroz in de tweede helft invallen. Op 14 mei 2014 werd bekendgemaakt dat Rahmani onderdeel uitmaakte van de Iraanse selectie voor het WK 2014 in Brazilië. Op dat toernooi kwam hij uiteindelijk niet in actie.
| Interlands van Bakhtiar Rahmani voor Iran | Interlands van Bakhtiar Rahmani voor Iran | Interlands van Bakhtiar Rahmani voor Iran | Interlands van Bakhtiar Rahmani voor Iran | Interlands van Bakhtiar Rahmani voor Iran | Interlands van Bakhtiar Rahmani voor Iran |
| №                                         | Datum                                     | Wedstrijd                                 | Uitslag                                   | Soort wedstrijd                           | Doelpunten                                |
| Als speler bij Foolad                     | Als speler bij Foolad                     | Als speler bij Foolad                     | Als speler bij Foolad                     | Als speler bij Foolad                     | Als speler bij Foolad                     |
| ----------------------------------------- | ----------------------------------------- | ----------------------------------------- | ----------------------------------------- | ----------------------------------------- | ----------------------------------------- |
| 1                                         | 22 mei 2013                               | Oman – Iran                               | 3 – 1                                     | Vriendschappelijk                         |                                           |
| 2                                         | 3 maart 2014                              | Iran – Koeweit                            | 3 – 2                                     | AK 2015 kwalificatie                      |                                           |
| 3                                         | 18 mei 2014                               | Iran – Wit-Rusland                        | 0 – 0                                     | Vriendschappelijk                         |                                           |
| 4                                         | 30 mei 2014                               | Iran – Angola                             | 1 – 1                                     | Vriendschappelijk                         |                                           |

## Erelijst
| Iran Pro League | 1 | 2013/14 |